# Harmaclona
Harmaclona is een geslacht van vlinders van de familie echte motten (Tineidae), uit de onderfamilie Harmacloninae.

## Soorten
- H. berberea Bradley, 1956
- H. capnozona (Meyrick, 1938)
- H. cossidella Busck, 1914
- H. entripta (Meyrick, 1917)
- H. hilethera Bradley, 1953
- H. malgassica Bradley, 1956
- H. natalensis Bradley, 1953
- H. tephrantha (Meyrick, 1916)